# هنريك دريسار
هنريك دريسار (1860م - 21 ديسمبر 1924) كيميائي ألماني ، مسؤول عن مشاريع الأسبرين والهيروين في مؤوسسة باير الصيدلانية. في 21 ديسمبر 1924 م توفي دريسار بالسكتة.